# Борислав Паравац
Борислав Паравац (нар. 18 лютого 1943) — боснійський державний і політичний діяч, член Президії Боснії і Герцеговини.

## Біографія
Закінчив економічний факультет Загребського університету 1966 року. З 1990 до 2000 року займав пост мера Добоя, член Народної Асамблеї Республіки Сербської.
На виборах 2002 обраний членом парламенту країни. Після відставки Мірко Шарович а з посту члена Президії від сербів 11 квітня 2003 року замінив його (до 2006).
Одружений з Драгіцею Паравац, батько двох дітей.